# Airai (ville)
Pour l’article homonyme, voir Airai.
Airai est la troisième ville des Palaos et la plus peuplée de l'île de Babeldaob en population. L'aéroport international Roman-Tmetuchl se trouve au nord-ouest de la ville.
Le lieu est connu pour son bai (maison des réunions) vieux de 200 ans.